# Katia à la chemise jaune
Katia à la chemise jaune est une peinture à l'huile sur toile, un portrait réalisé par le peintre français Henri Matisse en 1951, et conservé au Musée des Beaux-Arts de Lyon.

## Histoire
Le modèle est Carmen Leschennes, que Matisse appelait Katia.
L'œuvre est acquise pour le Musée des Beaux-Arts de Lyon en 2021 pour 4,8 millions d'euros par le Club du musée Saint-Pierre, avec l'aide de la Ville de Lyon et de l'État.